# Condado de Zavala
O Condado de Zavala é um dos 254 condados do estado norte-americano do Texas. A sede do condado é Crystal City, que é também a sua maior cidade.
O condado possui uma área de 3 371 km² (dos quais 8 km² estão cobertos por água), uma população de 11 677 habitantes, e uma densidade populacional de 3 hab/km² (segundo o censo nacional de 2010).
O condado foi criado em 1846 e o seu nome é uma homenagem a Lorenzo de Zavala (1788–1836), político mexicano, assinante da Declaração de Independência do Texas, e primeiro vice-presidente da República do Texas.